# Lepidosaphes tritubulata
Lepidosaphes tritubulata är en insektsart som beskrevs av Borchsenius 1958. Lepidosaphes tritubulata ingår i släktet Lepidosaphes och familjen pansarsköldlöss. Inga underarter finns listade i Catalogue of Life.